# Urocystis circaeasteri
Urocystis circaeasteri är en svampart som beskrevs av Vánky 2004. Urocystis circaeasteri ingår i släktet Urocystis och familjen Urocystidaceae.   Inga underarter finns listade i Catalogue of Life.